# アンドレ・ゴリン
アンドレ・ゴリン（André Gorin、1987年11月30日 - ）は、ルーマニアのラグビーユニオン選手。

## プロフィール
- ルーマニア出身[1]。
- ポジションはフランカー(FL)。
- 身長 192cm、体重 112kg
- ルーマニア代表キャップは44（2025年2月現在）でラグビーワールドカップ2023のルーマニア代表に選ばれた[2]。

## 略歴
アヴニール・ヴァレンシエン、RCマシー、バイヨンヌを経て、2021年、イエール・カルキエランヌに加入。